# Wayuunaiki (periódico)
Wayuunaiki fue un periódico de circulación mensual bilingüe de Venezuela y Colombia, publicado en español y wayú. Hace énfasis inicialmente en las noticias de interés de los pueblos indígenas de Venezuela y Colombia. Actualmente se relanzará en Bogotá para extender su servicio informativo a otros pueblos indígenas, afrodescendientes, palenqueros, raizales y migrantes del Departamento de Cundinamarca, en especial a los que habitan en el Distrito. A sus 22 años de servicio comunicacional alternativo, multiétnico y pluricultural, busca consolidarse como un medio internacional por la defensa y reivindicación de los pueblos originarios. 
Fundado en el año 2000, es distribuido en Venezuela y en Colombia. Su fundadora y directora fue Jayariyú Farías Montiel. En el año 2010 estuvo nominado al Programa Internacional para el Desarrollo de la Comunicación (PIDC) de la UNESCO, obteniendo el cuarto lugar.